# میگوئل د لا مادرید
میگوئل د لا مادرید (انگلیسی: Miguel de la Madrid؛ (زادهٔ ۱۲ دسامبر ۱۹۳۴ – درگذشته ۱ آوریل ۲۰۱۲) یک سیاست‌مدار و وکیل اهل مکزیک بود.